# پیریمیدون
پیریمیدون (به انگلیسی: Pyrimidone) یک ترکیب شیمیایی با شناسه پاب‌کم ۲۰۶۹۵ است. شکل ظاهری این ترکیب، پودر زرد روشن و سفید است.

## نگارخانه

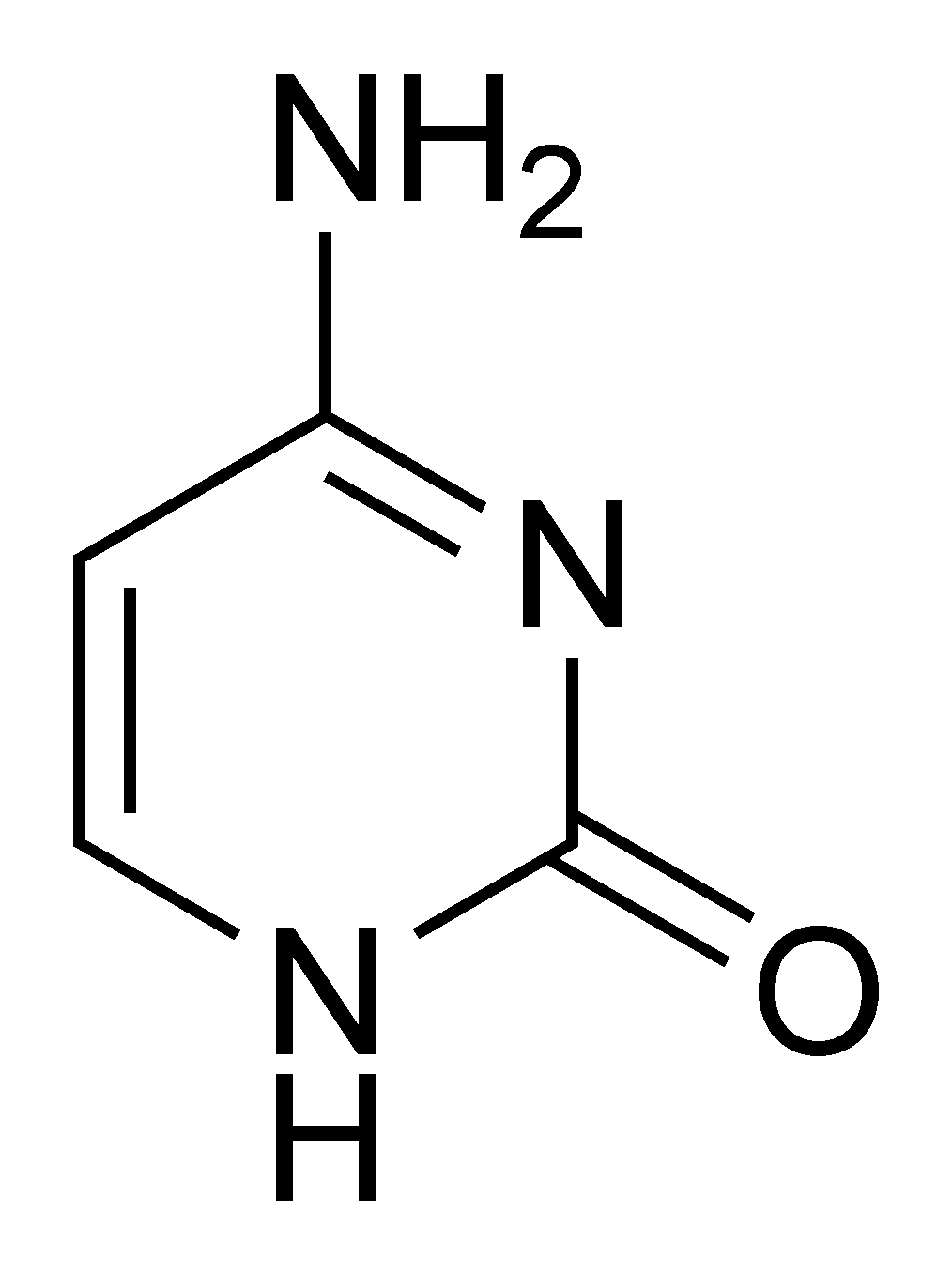